# 218400 Marquardt
218400 Marquardt è un asteroide della fascia principale. Scoperto nel 2004, presenta un'orbita caratterizzata da un semiasse maggiore pari a 3,0706170 UA e da un'eccentricità di 0,1401417, inclinata di 11,78198° rispetto all'eclittica.